# 12:5
12:5 è il primo album dal vivo del gruppo musicale svedese Pain of Salvation, pubblicato nel febbraio 2004 dalla Inside Out Music.

## Descrizione
Registrato a Eskilstuna, città natale della band, il 12 maggio 2003, 12:5 non è un live tradizionale: è infatti suonato interamente in unplugged. Inoltre gran parte delle canzoni sono state unite in due medley intitolati Brickwork oppure hanno subito dei riarrangiamenti.
In particolare, il brano Ashes è stato eseguito modificando tutti gli accordi minori nel loro corrispettivo maggiore. In questo modo la canzone, originariamente molto cupa e oppressiva, cambia totalmente aspetto rispetto alla versione contenuta nel disco The Perfect Element Part One.

## Tracce
1. Brickwork I (Leaving Entropia T5 A) – 5:44
2. Brickwork II (This Heart of Mine T5) – 2:35
3. Brickwork III (Song for the Innocent T5) – 1:23
4. Brickwork IV (Descend 1) – 0:37
5. Brickwork V (Leaving Entropia T5 B) – 0:48
6. Winning a War T5 – 7:52
7. Reconcilation T5 – 4:22
8. Dryad of the Woods T5 – 5:37
9. Oblivion Ocean T5 – 5:18
10. Undertow T5 – 5:46
11. Chainsling T5 – 4:25
12. Brickwork VI (Ascend 1) – 1:39
13. Brickwork VII (Ascend 2) – 1:19
14. Brickwork VIII (Second Love) – 4:12
15. Brickwork IX (Ashes T5) – 5:12
16. Brickwork X (Descend 2) – 3:52